# Jaworzyna Śląska (plaats)
Jaworzyna Śląska (Duits: Königszelt) is een stad in het Poolse woiwodschap Neder-Silezië, gelegen in de powiat Świdnicki. De oppervlakte bedraagt 4,34 km², het inwonertal 5214 (2005).

## Verkeer en vervoer
- Station Jaworzyna Śląska